# 포스파티딜이노시톨 4-인산
포스파티딜이노시톨 4-인산(영어: phosphatidylinositol 4-phosphate, PtdIns4P, PI-4-P, PI4P, PIP)은 포스파티딜이노시톨 4,5-이중인산의 전구체이다. 포스파티딜이노시톨 4-인산은 골지체 막에 널리 퍼져 있다.
골지체에서 포스파티딜이노시톨 4-인산은 GTP 결합 단백질인 ADP 리보실화 인자(ARF)와 4-인산 어댑터 단백질 1 및 4-인산 어댑터 단백질 2(PLEKHA3 및 PLEKHA8)를 포함한 효과인자 단백질에 결합한다. 이 3가지 분자 복합체는 세포막으로 운반되어야 하는 단백질을 모집한다.
포스파티딜이노시톨 4-인산이 지질 시스템을 촘촘하게 구부러진 조립체로 변형시킬 수 있다는 증거가 현재 있으며, 이는 포스파티딜이노시톨에서 관찰되는 유사한 거동과 일치한다.

## 같이 보기
- 포스파티딜이노시톨 3-인산
- 포스파티딜이노시톨 5-인산
- 포스파티딜이노시톨 3,4,5-삼중인산